# Архат (буддизм)
Арха́т (от санскр. अर्हत् — достойный; или пали арахант) — в буддизме человек, достигший полного освобождения от клеш и вышедший из «колеса перерождений»; верующий, вступивший в четвёртое отделение пути ко спасению и ещё при жизни достигший неполной («дживанмукти» веданты — «искупление при жизни») Нирваны, то есть совершенного, высшего состояния человеческой души, характеризуемого абсолютным спокойствием, отсутствием всяких страстей и эгоистических движений; буддийский святой. Тогда как абсолютная Нирвана («паринирвана») может быть достигнута только после смерти. В Тхераваде  (и в "созвучных" ей школах раннего буддизма) архат - это идеал "буддийской личности", в махаяне - превосходит архата бодхисаттва (личность, посвятившая себя служению другим существам и распространению учения Будды).

## Подробнее
В самой ранней ветви буддизма — тхераваде, архат — это человек, полностью избавившийся от омрачений. Архат, согласно этому направлению буддизма, есть наивысшая степень просветления («бодхи»). Согласно «Пасадика сутте» ДН 29, архат не способен совершить следующие 9 деяний: намеренно отнять жизнь у живого существа, взять что-либо с намерением украсть, вступить в половое сношение, намеренно солгать, накапливать вещи для собственного удовольствия, как это делают домохозяева, а также совершать действия, основанные на страсти, злобе, заблуждении и страхе.
Достичь нирваны и стать архатом, согласно хинаяне и тхераваде, могут преимущественно буддийские монахи, практикующие буддизм самостоятельно, при этом также необходимо большое количество перерождений. Миряне согласно «Трипитаке» (Сутта-нипата, 392 — 403 (Сутта «Дхаммика»), «Каттхаваттху» 4:1) также могут стать архатами, хотя обычно их убеждают улучшать свою карму путём совершения хороших действий с тем, чтобы в одной из следующих жизней стать монахом. Российский буддолог А. В. Парибок в послесловии к «Милиндапаньхе» (с. 423) пишет, что из Канона (Каттхаватху 4:1) известно, что архатами становились не только члены Сангхи (буддийской общины, монахи), но и миряне, а также подвижники-небуддисты, услышавшие хоть краткую буддийскую проповедь. Парибок ссылается на Каттхаватху 4:1 где описаны такие случаи. «Милиндапаньха», классический текст Тхеравады, в книге 3, гл. 7 также упоминает о таких случаях. В представлении многих пишущих о буддизме наивысшим достижением мирянина без становления монахом может быть лишь «попадание на небеса».
В махаяне же существует такое понятие, как Всеведение Будды — таким образом любой буддист может достичь просветления. Особенно показательна в этом отношении «Вималакирти-нирдеша-сутра» («Сутра поучений Вималакирти», важнейший махаянский текст, по мнению учёных, созданный ориентировочно в 100 году новой эры).
Архат, согласно махаяне (у последователей Тхеравады иная оценка), зациклен лишь "на собственном просветлении" и не может постичь Всеведения — самой последней стадии пробуждения и умиротворения.
На пути к архатству человек сначала должен стать сротапанной — санскр. «вступившим в поток» (пали: сотапанна), после чего он уже никогда не деградирует до состояния «обычного человека». Следующий уровень — сакридагамин (санскр.: «возвращающийся лишь единожды»); ставший сакридагамином родится ещё только один раз. Затем — анагамин (невозвращающийся); он не вернётся в мир желаний — камалоку, но ещё может родиться в высших божественных мирах — рупалоке и арупалоке. Становясь из анагамина архатом, человек достигает нирваны только для самого себя и не стремится ни к чему другому. Согласно воззрению махаяны, будды побуждают архатов выйти из эгоистической «нирваны для себя» и вступить на путь бодхисаттвы. С точки зрения буддийской философской школы Мадхъямака-Прасангика, архаты хинаяны не полностью избавились от омрачений, так как хинаянские практики (в том числе в школе тхеравада), придерживаются философских воззрений школ Саутрантика или Вайбхашика, относящихся к Первому повороту Колеса Учения.
Один из буддийских патриархов Махадева сформулировал следующие положения,  описывающие архата, которые стали причиной окончательного разделения школ Тхеравады и Махасангхики:
1. У архата могут быть ночные поллюции.
2. У архата может быть незнание чего-либо.
3. У архата могут быть сомнения.
4. Архатство может быть определено другим.
5. Практиковать просветление можно через произнесение слов.

## Иконография архатов
Несмотря на индийское происхождение понятия «архат», иконография изображения этих персонажей, судя по всему, в Индии не разрабатывалась. До наших дней не дошло ни одного индийского изображения архата до тех пор, пока их иконография не была изобретена в Китае. Также изображения архатов отсутствуют в буддийском искусстве Шри-Ланки и стран Юго-Восточной Азии.
В Китае первые письменные сообщения о группе из шестандцати архатов относятся к V веку, но самые ранние изображения архатов появились в Китае в эпоху Тан (618 — 906). Это были комплексы из шестнадцати архатов, которые базировались на буддийском тексте «Запись о Пребывающей Дхарме, рассказанная Великим Архатом Нандимитрой». Текст этого сочинения был привезён в Китай монахом-пилигримом Сюаньцзаном (602 — 644) в середине VII века. В нём описывается магическая сила, которой обладают архаты, и райские земли, в коих они обитают. Кроме того, текст сообщает о роли архатов в защите и поддержке буддизма в исторический период между жизнью Будды Шакьямуни и приходом Будды будущего — Майтрейи.
Начиная с VIII века, архаты становятся важной частью культовой практики в Китае. Их иконография отлилась в два ясно различимых стилистических варианта. Первый был создан художником Гуаньсюем (832—912). В этом варианте архаты изображались с «экзотической» экстравагантной внешностью, которая в Китае всегда была символом иноземного происхождения персонажа (но, возможно, и символизировала его сверхъестественные способности); картины рисовались чёрной тушью с подкраской, в них, как правило, отсутствовало пейзажное или какое либо иное предметное окружение.
Второй стиль был создан великим китайским художником Ли Гунлинем (ум. 1106), который был не только выдающимся пейзажистом, но и мастером буддийской живописи. Это цветные, выполненные в академическом стиле картины, в которых портреты архатов напоминают портреты выдающихся монахов или китайских учёных-чиновников. Эта манера была особенно популярна в Китае в эпоху Сун (906 — 1279) и Юань (1279 — 1368). Оба стиля изображения архатов, как и их смешанные варианты в дальнейшем распространились в искусстве Кореи и Японии. В Тибете, куда изображения архатов попали из Китая, и известны по меньшей мере с XI века, два разных стиля смешались в силу того, что тибетские танки были цветными: архаты в них часто имели экзотическую внешность, но рисовались в окружении слуг и пейзажа.
Существуют серии изображений из 4, 12, 16, 17, 18 и 500 архатов. Для размещения скульптурных серий из 500 архатов при буддийских храмах строились специальные помещения.